# Дрогобыч (станция)
Дрогобыч — узловая пассажирская железнодорожная станция Львовской железной дороги на линии Стрый — Самбор. Расположена в восточной части города Дрогобыч Львовской области. От станции берут начало две ветки:
- Дрогобыч — Трускавец длиной 12 км (однопутная, электрифицирована, открыта 1912),
- Дрогобыч — Борислав длиной 11 км (однопутная, неэлектрифицированных, открыта 1875).

## История
Станция была открыта 31 декабря 1872 года в составе железной дороги Стрый—Дрогобыч—Самбор—Хыров. В тот же день открыта и ветка до станции Борислав.
В 1912 году была построена ветка до станции Трускавец, что сделало Дрогобыч региональным железнодорожным узлом.
Электрифицирована в 1973 в составе линии Стрый—Дрогобыч—Трускавец.

## Сообщение
На станции останавливаются пригородные поезда и поезда дальнего следования. Пригородные поезда курсируют на Львов, Трускавец, Стрый, Самбор.
Поезда дальнего следования: 050 "Кобзар" Трускавец—Киев, Трускавец—Днепр, скоростной 744 "Интерсити" Трускавец—Киев